# Provincias de Kenia

Provincias
1. Central
2. Costera
3. Oriental
4. Nairobi
5. Nororiental
6. Nyanza
7. Valle del Rift
8. Occidental

El territorio de Kenia hasta 2013 se dividía en ocho provincias:
1. Central
2. Costera
3. Oriental
4. Nairobi
5. Nororiental
6. Nyanza
7. Valle del Rift
8. Occidental

Las 8 provincias se subdividían en 46 distritos (wilaya), que a su vez se dividían en 262 unidades menores llamadas divisiones (tarafa), y éstas en 2.427 localidades (mtaa), y en 6.612 sublocalidades (kijiji). Los gobiernos provinciales estaban encabezados por un comisionado provincial (provincial commissioner, PC).
Un tipo discreto de clasificación son las circunscripciones electorales, sumando un total de 290. Son áreas electorales sin funciones administrativas, y se subdividían en barrios.
Las provincias fueron reemplazadas por un sistema de condados en 2013.